# Museum für asiatische Kunst (Nizza)

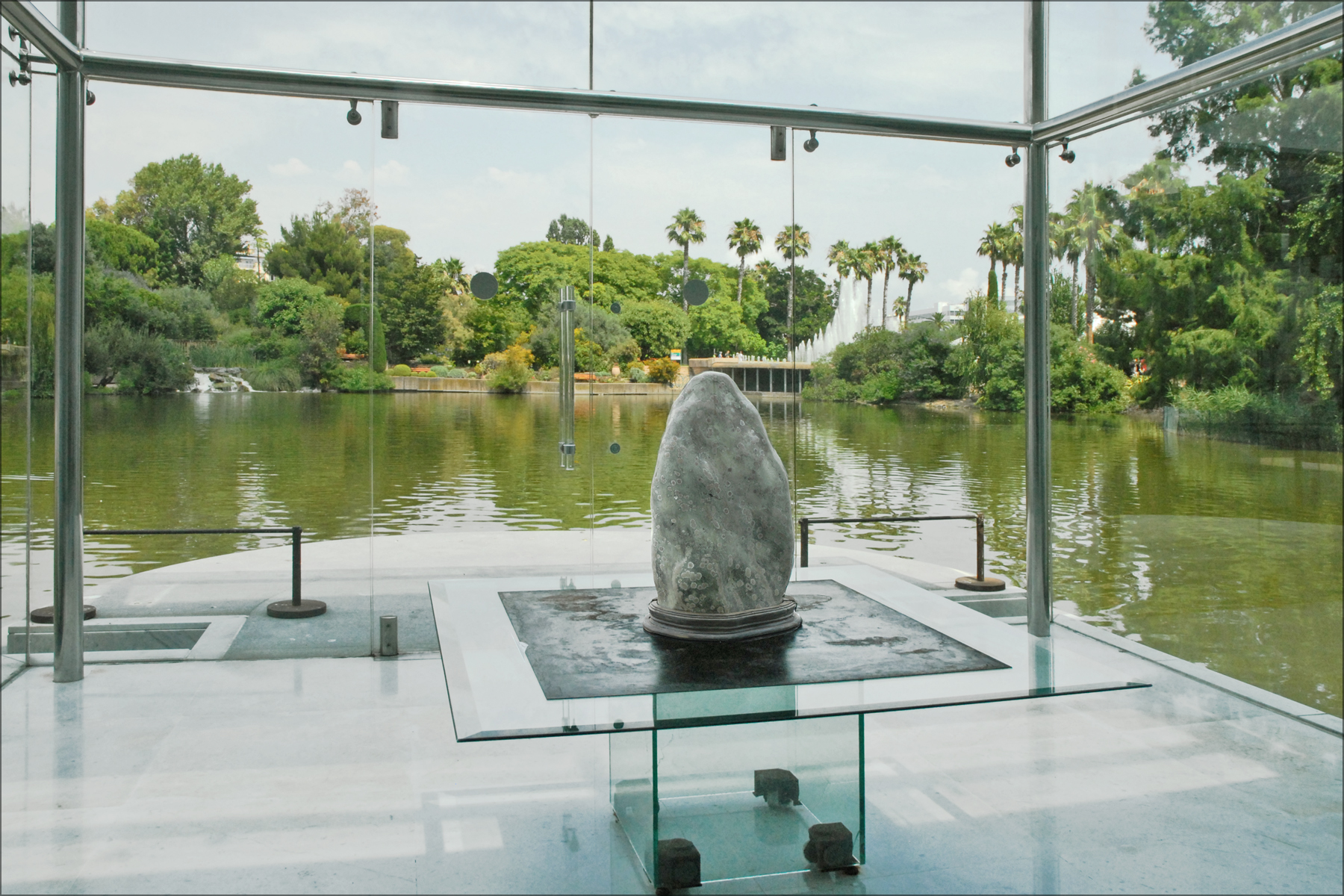
Museum der asiatischen Künste

Das Museum der asiatischen Künste in Nizza (französischer Name: Musée des arts asiatiques de Nice) ist ein im Jahre 1987 vom japanischen Architekten Kenzō Tange (1913–2005) errichtetes Kunstmuseum im Département Alpes-Maritimes in Frankreich. Es ist der einzige Museumsbau dieses Architekten in Europa und liegt auf einem künstlichen See in einem 7 Hektar großen Blumenpark, dem Parc Phoenix, nahe der Promenade des Anglais, gegenüber dem Flughafen. Neben klassischen Werken beinhaltet es auch zeitgenössische Exponate.

## Form
Der Bauplan basiert auf den grundlegenden geometrischen Formen des Vierecks und des Kreises, die in Asien das Symbol der Erde und des Himmels darstellen, und erinnert so an die Struktur des tibetanischen Mandalas. Ebenerdig mit einem vierstufigen Sockel zum See überragen vier Würfel, die der chinesischen, japanischen, indischen und kambodschanischen Zivilisation gewidmet sind, den See. Die Pavillons haben keinen Sockel, sondern ragen freitragend über die Wasseroberfläche. Die sich aus der Disposition der Pavillons zum Quadrat ergebende Museumshalle im Erdgeschoss wird durch die zu den kleinen Seeterrassen hin geöffneten Glaswände aus rahmenlosen Glaskonstruktionen und ein umlaufendes zum Rundkörper des Obergeschosses zurückspringenden Oberlicht belichtet.
Einen Kontrast bildet die vom Tageslicht durchflutete Halle mit ihren Ausblicken zum See im Gegensatz zu den fensterlosen vier Ausstellungspavillons. Über diesen vier Pavillons schwebend befindet sich der Rundbau mit Flachdach und einer im Zentrum aufgesetzten Glaspyramide zur Belichtung des zentralen Treppenweges. Das Erdgeschoss zum Obergeschoss wird über eine große ellipsenförmige freitragende Wendeltreppe aus Stahl und Glas verbunden und thematisiert damit philosophische und religiöse Strömungen der asiatischen Welt, wie sie auch der Buddhismus darstellt. Symmetrisch angeordnete Glasaufzüge und Spindeltreppen verbinden zusätzlich die Geschosse.

### Annexbauten
Die symbolische Architektur wird durch den um das Gebäude gelegten eingeschossigen halbkreisförmigen Annexbau mit dem Haupteingang, der Rezeption, dem Bücherladen und dem Teepavillon, welcher durch einen Wassergraben vom Hauptbaukörper getrennt und über offene und geschlossene Stege mit dem Hauptbaukörper verbunden. Den Teepavillon am Ende des halbkreisförmigen Ringbaues erreicht man vom Eingang aus über den Wandelgang des Foyers oder vom Hauptausstellungsgebäude über einen Brückensteg. Wände, Böden, Terrassen und Dächer des gesamten Gebäudes sind innen und außen mit weißem Marmor verkleidet. Die Glasfronten der Glaswände, und Oberlichter werden aus rahmenlosen Glaskonstruktionen gebildet. Zum Park hin wird der Kreisring des Annexbaues durch einen Lichtgraben vom Seeufer mit exotischen Pflanzen getrennt. Das Dach dieses Anbaues bildet eine begehbare Dachfläche, die zugleich als Ausstellungsfläche genutzt wird. In Verlängerung dieses Anbaues ragt aus dem See ein viereckiger zweigeschossiger Turm, gleich einem Signalturm, der durch einen Brückensteg mit diesem verbunden ist. Das Obergeschoss des Turmes besteht aus einem einfachen Stahlrahmen ohne Dach zur Aufnahme der textilen Werbesegel zu der jeweilig stattfindenden Wechselausstellung. Die Ausstellungsflächen werden durch das im See stehende Sockelgeschoss des Haupt- und Annexbaues ergänzt. Zugleich befinden sich die Werkstätten und Depots in diesem Untergeschoss.

## Sammlungen
Die Sammlungen des Museum der asiatischen Kunst stammen von privaten und öffentlichen Sammlungen. Das Museum mit den Ausstellungsinhalten zur Kunst fasst die wichtigsten Zivilisationen Asiens zusammen.
In den Werken des japanischen Architekten Kenzo Tange sind die Architekturvorstellungen von Walter Gropius, Le Corbusier und Mies van der Rohe, Alvar Aalto, Oscar Niemeyer, Johannes Duiker, Eero Saarinen und Louis I. Kahn eingeflossen. Seine Bauten dokumentieren die zeitgenössische internationale Architektur und beinhalten die Komponenten Ökonomie, Symbolform, Strukturismus und Urbanisierung.

## Zitat
Kenzo Tange selbst beschrieb seinen Bau mit den Worten:

„Dieses Museum ist ein Schwan, der auf dem Wasser eines ruhigen Sees inmitten einer üppigen Vegetation an der Mittelmeerküste schwimmt. In meinem Geist stellt dieses Museum ein ‚ganz weißes‘ Schmuckstück dar, das über der Côte d’Azur erstrahlt.“